# 岩崎直子
岩崎 直子（いわさき なおこ、1944年2月24日 - ）は、日本のアナウンサー。
東京都世田谷区出身。東京学芸大学国文学科卒業。

## 略歴
1966年4月、TBSに入社。1970年2月、TBSを退社。1970年3月、フリーに。1987年11月、『JALミュージックツアー』でゴールデンマイク賞を受賞。

## 人物
NHKのアナウンサーだった伯父の影響で放送界を目指す。学生時代はラジオドラマ製作に携わっていた。
1966年4月、TBSにアナウンサー11期生として入社（同期には遠藤泰子・川戸惠子・藤田恒美・堀川友子）。アナウンサー研修室付兼ラジオ局第一制作部（1967年11月15日）、アナウンサー研修室付兼ラジオ局放送部（1969年3月）、ラジオ局放送部兼第一制作部兼アナウンサー研修室付（1969年4月）に所属。入社したその年に『大学対抗バンド合戦』で大橋巨泉のアシスタントを務めたのが初の番組レギュラー。1970年2月にTBSを退社後もフリーアナウンサーとして1980年代後期の頃までTBSや他局にてラジオ等で活躍した。
小林克也と一緒にニューヨークに行ってビリー・ジョエルと当時のその婚約者をゲストに招いて衛星生放送を行った『JALミュージックツアー』の録音テープは、その後もニューヨークの放送博物館に保存されていた。
幼稚園から高等学校まで全てにおいての国語の教員免許を持つ。

## 出演番組
- ニュースショー（1969年、TBSラジオ）[4][5]
- ベルトクイズQ&Q（1969年、TBSテレビ）[4][5]
- 永六輔の土曜ワイドラジオTokyo （TBSラジオ）
- お天気ママさん（TBSテレビ）キャスター
- 土曜日です おはよう大沢悠里です（TBSラジオ）[1]
- おはよう片山竜二です（1973年10月 - 1974年9月、TBSラジオ）[1]
- いすゞ歌うヘッドライト〜コックピットのあなたへ〜（1974年9月 - 1975年9月、TBSラジオ）パーソナリティー
- 三國一朗の土曜ワイド（1976年4月 - 1978年3月、TBSラジオ）[1]
- 大沢悠里ののんびりワイド （1979年4月 - 1983年9月、TBSラジオ）木曜日パートナー[1]
- スーパーワイドぴいぷる（TBSラジオ）[1]
- JALミュージックツアー （TBSラジオ）パーソナリティー[1]
- KDDミュージック・オペレーター （TOKYO FM）[1]